# Миклашевская, Наталья Михайловна
Наталья Михайловна Миклашевская(1909 — 1981)  — азербайджанский советский искусствовед и педагог, доктор искусствоведения.

## Биография
Наталья Миклашевская родилась в 1909 году в Стародубе Черниговской губернии. Окончив сельскую школу в 1928 году в Новосибирске, Миклашевская три года проработала сельской учительницей. В 1931 году она переехала в Баку к сестре — художнице Эффенди Маргарите Михайловне.
В 1935 году Наталья Миклашевская окончила Азербайджанский государственный художественный техникум, а в 1942 году — исторический факультет Азербайджанского государственного университета.
С 1933 по 1939 год Миклашевская работала в Азербайджанском государственном музее экскурсоводом и гидом. С 1936 года с организацией Азербайджанского государственного музея искусств (ныне — Национальный музей искусств Азербайджана) Миклашевская работала там младшим научным сотрудником.
Все годы Великой Отечественной войны Миклашевская работала в Азербайджанском отделении художественного фонда СССР по выпуску «Агит-окон» и была председателем Горкома художников Союза работников искусства. В 1942 году вступила в ряды КПСС.
С 1944 года Миклашевская работала и в Институте архитектуры и искусства Академии наук Азербайджанской ССР, где и началась её настоящая интенсивная научная деятельность. В первые годы работы Миклашевская целиком посвящает себя исследованию стенных росписей Азербайджана XVIII—XIX вв. В результате изучения росписей Дворца шекинских ханов, Дома Шекихановых, жилых домов Шуши и Лагича, Миклашевская создаёт монографические исследования о развитии стенных росписей Азербайджана XVIII—XIX вв., которое было в 1948 году успешно защищено на Учёном совете Государственного Эрмитажа на соискание учёной степени кандидата искусствоведения.
Основные разделы исследования Миклашевской «Стенные росписи Азербайджана XVIII—XIX вв.», опубликованные в сборнике «Искусство Азербайджана» (выпуск II, 1949 и IV, 1954) и «Архитектура Азербайджана» (очерки) 1952 года. Результатом серьёзной исследовательской работы Миклашевской по истории азербайджанского искусства считаются труды, посвящённые творчеству известных художников второй половины XIX века — Мирза Кадыму Эривани и Мир Мохсуну Наввабу. Миклашевской удалось значительно расширить биографические данные о художниках, в конце 40-х годов обнаружить ряд ценных произведений Эривани в Восточных фондах Государственного Эрмитажа и Государственного музея искусств Грузинской ССР. Эти статьи, которые, были опубликованы в сборнике «Искусство Азербайджана» (вып. IV, 1954), представляют большой интерес для изучения развития реалистических тенденций в азербайджанском искусстве.
С 1949 по 1952 гг. Миклашевская преподавала на искусствоведческом отделении Азербайджанского государственного университета. Она была одним из инициаторов, организаторов и участников выставок работ художников-женщин Азербайджана ко дню 8 марта (1938, 1939, 1943-46, 1957 гг.).
За труд «Становление и развитие искусства социалистического реализма в Советском Азербайджане 1920—1945 гг.» Миклашевской в 1969 году была присуждена учёная степень доктора искусствоведения. В этой работе, которая была опубликована в виде отдельной монографии в 1974 году в Баку, освещается развитие живописи, графики, скульптуры, театрально-декорационного искусства и художественной школы Азербайджана.

## Награды
За безупречную деятельность и за активную военно-шефскую работы Миклашевская награждена медалями «За доблестный труд в Великой Отечественной войне 1941—1945 гг.», «За оборону Кавказа», «За победу над Германией», «За трудовую доблесть», «Ветеран труда» и др.